# Quasar Khanh
Nguyen Manh Khanh, plus connu sous le nom de Quasar Khanh, né à Hanoï au Tonkin (Indochine française) le 25 novembre 1934 et mort le 30 juin 2016, est un concepteur et ingénieur vietnamien. Il exerce principalement son activité dans les années 1960-1970.

## Biographie
Nguyen Manh Khanh est né à Hanoï en 1934, mais déménage en France avec ses parents en 1949. Ils s'installent à Paris, où Quasar va étudier l’ingénierie à l'École nationale des ponts et chaussées.
Il se marie en 1957 avec 
Renée Mézière, plus connue sous son nom de styliste Emmanuelle Khanh. C'est aussi en cette année 1957 qu'il prend le pseudonyme de Quasar Khanh.
Après ses études, il travaille dans des entreprises réputées telles que la Société générale d'entreprises.
Il fait des tests en laboratoire pour concevoir le plus grand barrage du monde situé au Canada : le Manicouagan 5.

## Créations
Créateur dans plusieurs domaines, des bateaux, de l'aviation, de l'architecture, de la voiture, de la Mode et du mobilier, il allie la technique, l'art et la mode dans tous ses travaux. Il invente le mobilier en mousse recouvert de velours : le « cube de velours » dans les années 1960. Quasar Khanh est le premier à avoir l'idée d'une ligne complète de mobilier gonflable en 1968, appelée Aerospace, en hommage à la conquête de l'espace. Cette ligne de mobilier connaitra une forte popularité, et sera exposée au Musée des arts décoratifs de Paris en 1969 de Paris et à la Triennale de Milan. Les meubles gonflables apporteront une touche de modernité dans le monde de la décoration. Ils apparaissent dans  de nombreux films repérables tel Le Cerveau en 1968 de Gérard Oury avec Jean-Paul Belmondo, David Niven et Bourvil, où l'on peut voir le mobilier autour de la piscine. Le mobilier gonflable deviendra l'un des concepts le plus décliné au monde.
Il inventa également la voiture Quasar-Unipower (en) conçue en 1968 , concept de voiture de ville, cubique et transparente, que pilote le personnage de Mireille Darc dans un film de Michel Audiard.
Mais il ne s'arrête pas là et continue avec le concept d'une bicyclette en bambou (la bambouclette), plante écologique et résistante.
Désormais ingénieur, inventeur et designer, il sera difficile de le prédéfinir dans un rôle.
En mars 2017, les Éditions Albin Michel ont publié une monographie sur l'œuvre et la vie de Quasar, intitulée Quasar Khanh : designer visionnaire.

## La collection  «Aerospace»
En 1968 Quasar Khanh lança sa collection « Aerospace », une ligne de mobilier, principalement des fauteuils, entièrement en matière plastique gonflable.
La collection « Aerospace » de Quasar Khanh présente : le canapé Chesterfield, la chaise longue Relax, le fauteuil Saturne, le fauteuil Vénus, le fauteuil Neptune, le pouf Satellite, la chauffeuse Pluton, le fauteuil Apollo, le fauteuil Mars, mais aussi des lampes, des plafonniers, des suspensions et des cloisons gonflables.

## «The Cube»: la voiture par Quasar Khanh
Quasar créa en 1968 la Quasar-Unipower (en) ou The Cube.
The Cube sera produite en coopération avec la firme anglaise Universal Power Drives. La Quasar-Unipower mesure 1,80 m x 1,70 m environ, ce qui représente un gain de place par rapport aux voitures de villes traditionnelles. Cette auto possède un moteur de 1 100 cm3 logé à l'arrière de la voiture.
Les parois de celle-ci, totalement transparente, permettent une visibilité complète aussi bien à l’intérieur qu'à l’extérieur.

Elle est accessible pour 5 personnes assises et possède 6 portes coulissantes.
En 1970, The Cube sera utilisée dans le film Elle boit pas, elle fume pas, elle drague pas, mais... elle cause ! de Michel Audiard, avec Mireille Darc. La même année, le magazine Elle utilise plusieurs exemplaires du Cube pour les « États généraux de la femme ».